# Glock 39

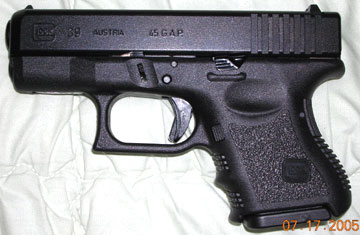
Glock 39

Le Glock 39 est la version en .45 GAP du Glock 26 produit 2005.

## Identification
L'arme est de couleur noire mate. Le G39 possède des rayures de maintien  placées à l'avant et à l'arrière de la crosse,  un pontet rectangulaire se terminant en pointe sur sa partie basse et à l'avant, hausse et mire fixe. On trouve le marquage du modèle à l'avant gauche du canon. Les rainures sur la crosse ainsi que les différents rails en dessous du canon pour y positionner une lampe n'apparaissent que depuis la deuxième génération.

## Technique
- Fonctionnement : Safe Action
- Munition :	.45 GAP
- Longueur totale : 160 mm
- Longueur du canon : 88 mm
- Capicité du chargeur : 6/8/10 cartouches
- Masse de l'arme avec un chargeur vide : 	548 g
- Masse de l'arme avec un chargeur plein :  	718 g